# العرق (مأرب)

تعديل مصدري - تعديل

العرق هي إحدى قرى عزلة ال جلال بمديرية مأرب التابعة لمحافظة مأرب، بلغ تعداد سكانها 589 نسمة حسب تعداد اليمن لعام 2004.